# Liste der Naturdenkmäler in Krems an der Donau
Die Liste der Naturdenkmäler in Krems an der Donau enthält die Naturdenkmäler in der Stadt Krems an der Donau.

## Naturdenkmäler
| Foto |                 | Name                                                  | ID     | Standort                                                         | Beschreibung                                                                                | Fläche | Datum      |
| ---- | --------------- | ----------------------------------------------------- | ------ | ---------------------------------------------------------------- | ------------------------------------------------------------------------------------------- | ------ | ---------- |
| 1    | Datei hochladen | 1 Baumgruppe (14 Kastanienbäume) und Umgebungsbereich | KS-004 | Krems an der Donau KG: Krems GrStNr: 3165 Standort               |                                                                                             |        | 15.07.1991 |
| 1    | Datei hochladen | Lösswände                                             | KS-006 | Krems an der Donau KG: Krems GrStNr: 602; 601; 600; 637 Standort |                                                                                             |        | 01.07.1974 |
| 1    | Datei hochladen | Hutweide am Kreuzberg                                 | KS-005 | Krems an der Donau KG: Krems GrStNr: 381/1 Standort              |                                                                                             |        | 11.02.1991 |
| 1    | Datei hochladen | Schwarzkiefer                                         | KS-007 | Krems an der Donau KG: Krems GrStNr: 3246/1 Standort             | Der Baum hat eine ungewöhnliche Wuchsform, insbesondere eine tief angesetzte Kronenbildung. |        | 22.06.2015 |

## Ehemalige Naturdenkmäler
| Foto |                 | Name     | ID     | Standort                                             | Beschreibung | Fläche | Datum      |
| ---- | --------------- | -------- | ------ | ---------------------------------------------------- | ------------ | ------ | ---------- |
| 1    | Datei hochladen | 1 Pappel | KS-003 | Krems an der Donau KG: Stein GrStNr: 137/14 Standort |              |        | 10.10.1979 |
| 1    | Datei hochladen | 1 Weide  | KS-001 | Krems an der Donau KG: Stein GrStNr: 135/16 Standort |              |        | 10.10.1979 |

| Foto:                    | Fotografie des Naturdenkmals. Klicken des Fotos erzeugt eine vergrößerte Ansicht. Daneben finden sich zwei Symbole: \| Weitere Bilder vorhanden \| Das Symbol bedeutet, dass weitere Fotos des Objekts verfügbar sind. Durch Klicken des Symbols werden sie angezeigt. \| \| Eigenes Foto hochladen \| Durch Klicken des Symbols können weitere Fotos des Objekts in das Medienarchiv Wikimedia Commons hochgeladen werden. \| |
| Name:                    | Bezeichnung des Naturdenkmals laut offiziellen Quellen |
| ID                       | Identifikator |
| Standort:                | Es ist die Gemeinde und falls vorhanden die Adresse angegeben. Darunter sind die Katastralgemeinde (KG) und die Grundstücksnummer angeführt. Durch Aufruf des Links Standort wird die Lage des Denkmals in verschiedenen Kartenprojekten angezeigt. |
| Beschreibung             | Kurze Beschreibung des Naturdenkmals |
| Fläche                   | Fläche des Naturdenkmals in Hektar (ha) |
| Datum                    | Datum oder Jahr der Unterschutzstellung |
| Weitere Bilder vorhanden | Das Symbol bedeutet, dass weitere Fotos des Objekts verfügbar sind. Durch Klicken des Symbols werden sie angezeigt. |
| Eigenes Foto hochladen   | Durch Klicken des Symbols können weitere Fotos des Objekts in das Medienarchiv Wikimedia Commons hochgeladen werden. |